# Выборы в Псковское областное собрание депутатов (2011)
Выборы депутатов Псковского областного Собрания депутатов прошли в Псковской области 4 декабря 2011 года одновременно с выборами в Государственную думу РФ по смешанной избирательной системе: 22 депутата были избраны по партийным спискам (пропорциональная система), 22 — по одномандатным округам (мажоритарная система). Впервые в истории Псковской области была реализована норма российского законодательства о передаче депутатского мандата избирательному объединению, которое получило на выборах от 5 до 7 % голосов избирателей — партии «Яблоко». Срок полномочий пятого созыва — пять лет.
На 1 июля 2011 года в Псковской области было зарегистрировано 583 108 избирателей.

## Выборы по партийным спискам
| Единая Россия                                                                                    | Елена Бибикова • Александр Котов • Ульяна Михайлова • Иван Цецерский • Александр Василевский | 22 | 71 | зарегистрирован |
| КПРФ                                                                                             | Анатолий Копосов • Александр Рогов • Алексей Фёдоров • Игорь Савицкий                        | 22 | 71 | зарегистрирован |
| Справедливая Россия                                                                              | Михаил Брячак • Лилия Никифорова • Николай Егоров • Наталья Тудакова • Анатолий Палкин       | 22 | 71 | зарегистрирован |
| ЛДПР                                                                                             | Владимир Жириновский • Сергей Макарченко • Василий Салопов • Антон Минаков                   | 22 | 42 | зарегистрирован |
| Яблоко                                                                                           | Лев Шлосберг • Наталья Вдовина • Андрей Котов                                                | 22 | 71 | зарегистрирован |
| *Региональная группа соответствует одномандатному округу и должна включать от 1 до 3 кандидатов. |                                                                                              |    |    |                 |
| **Общее число включённых в единый список кандидатов не может превышать 71 человек.               |                                                                                              |    |    |                 |

### Выборы по округам
| 1                                                                       | частично Псков | 31 020 |
| 2                                                                       | частично Псков | 28 914 |
| 3                                                                       | частично Псков | 28 496 |
| 4                                                                       | частично Псков | 30 421 |
| 5                                                                       | частично Псков | 27 140 |
| 6                                                                       | частично Псков | 28 122 |
| 7                                                                       | частично Великие Луки | 30 093 |
| 8                                                                       | частично Великие Луки | 24 723 |
| 9                                                                       | частично Великие Луки | 27 792 |
| 10                                                                      | Гдовский район (Гдов, Добручинская волость, Первомайская волость, Плесновская волость, Полновская волость, Самолвовская волость, Спицинская волость, Черневская волость, Юшкинская волость), частично Псковский район (Ершовская волость, Завеличенская волость, Логозовская волость, Талабские острова, Писковичская волость, Серёдкинская волость, Тямшанская волость) | 28 802 |
| 11                                                                      | Палкинский район (Васильевская волость, Качановская волость, Новоуситовская волость, Палкино, Палкинская волость, Родовская волость, Черская волость, Печорский район (Изборская волость, Круппская волость, Кулейская волость, Лавровская волость, Новоизборская волость, Паниковская волость, Печоры | 26 013 |
| 12                                                                      | частично Дедовичский район (Вязьевская волость, Дедовичи, Дубишенская волость, Пожеревицкая волость, Сосонская волость, Шелонская волость), Дновский район (Выскодская волость, Гавровская волость, Дно, Искровская волость, Лукомская волость, Моринская волость | 24 778 |
| 13                                                                      | частично Островский район (Бережанская волость, Волковская волость, Остров, частично Псковский район (Краснопрудская волость) | 23 347 |
| 14                                                                      | Бежаницкий район (Ашевское, Бежаницкая волость, Бежаницы, Добрывичская волость, Кудеверская волость, Лющикская волость, Полистовское, Пореченское, Чихачевская волость, частично Новоржевский район (Барутская волость, Вескинская волость, Вехнянская волость, Выборская волость, Новоржев, Оршанская волость, Стехновская волость), частично Островский район (Воронцовская волость, Городищенская волость, Шиковская волость), частично Порховский район (Славковская волость) | 22 923 |
| 15                                                                      | Красногородский район (Красногородск, Красногородская волость, Партизанская волость, Пограничная волость), частично Островский район (Горайская волость), Пушкиногорский район (Велейская волость, Новгородкинская волость, Полянская волость, Пушкиногорье), Пыталовский район (Вышгородская волость, Линовская волость, Носовская волость, Пыталово, Скадинская волость, Тулинская волость, Утроинская волость) | 27 208 |
| 16                                                                      | частично Опочецкий район (Макушинская волость, Опочка, Пригородная волость), частично Себежский район (Себеж, Себежское, Сосновый бор) | 23 704 |
| 17                                                                      | частично Невельский район (Новохованская волость, Плисская волость, Туричинская волость), частично Новоржевский район (Жадрицкая волость, Макаровская волость), частично Опочецкий район (Болгатовская волость, Варыгинская волость, Глубоковская волость, Звонская волость, Матюшкинская волость), Пустошкинский район (Алольская волость, Гультяевская волость, Забельская волость, Пригородная волость, Пустошка, Щукинская волость), частично Себежский район (Бояриновская волость, Идрица, Красная волость, Красноармейская волость, Максютинская волость, Мостищенская волость) | 21 235 |
| 18                                                                      | Великолукский район (Борковская волость, Купуйская волость, Лычёвская волость, Марьинская волость, Переслегинская волость, Пореченская волость, Успенская волость, Шелковская волость), Куньинский район (Боталовская волость, Долговицкая волость, Жижицкая волость, Каськовская волость, Кунья, Назимовская волость, Пухновская волость, Слепневская волость, Ущицкая волость, частично Усвятский район (Калошинская волость, Церковищенская волость) | 25 189 |
| 19                                                                      | Струго-Красненский район (Марьинская волость, Новосельская волость, Сиковицкая волость, Струги Красные, Хрединская волость, Цапельская волость), Плюсский район (Заплюсье, Запольская волость, Лядская волость, Плюсса, Плюсская волость), частично Порховский район (Дубровенская волость, Павская волость, Полонская волость) | 23 679 |
| 20                                                                      | частично Порховский район (Верхнемостская волость, Красноармейская волость, Логовинская волость, Порхов, Туготинская волость), частично Псковский район (Карамышевская волость, Торошинская волость, Ядровская волость) | 23 036 |
| 21                                                                      | Новосокольнический район (Бологовская волость, Вязовская волость, Горожанская волость, Маевская волость, Насвинская волость, Новосокольники, Новосокольническая волость, Окнийская волость, Первомайская волость, Руновская волость), частично Великолукский район (Букровская волость, Горицкая волость, Черпесская волость), Локнянский район (Алексеевская волость, Локня, Локнянская волость, Миритиницкая волость, Михайловская волость, Подберезинская волость, Самолуковская волость)                                                                                           | 24 309 |
| 22                                                                      | частично Невельский район (Артёмовская волость, Голубоозерская волость, Ивановская волость, Леховская волость, Лобковская волость, Невель, Трехалёвская волость, Усть-Долысская волость), частично Усвятский район (Усвятский район, Усвяты) | 23 283 |
| *Число избирателей, внесенных в список на момент окончания голосования. | |        |

## Итоги
В результате выборов места распределились следующим образом: 26 мест получила „Единая Россия“ (59,09 %, в том числе 17 по одномандатным округам и 9 по партийным спискам), у КПРФ — 9 мест вместо четырёх или 20,45 % от общего числа мандатов в Собрании (из них три по одномандатным округам и шесть по партийным спискам), „Справедливая Россия“ — 4 места (15,02 %, в том числе 1 по одномандатному округу и 3 по партийным спискам), ЛДПР — 3 места (14,17 %, все по партийным спискам) и „Яблоко“ — 1 место (6,72 %, по партийным спискам), а также 1 место получил беспартийный самовыдвиженец (по одномандатному округу).
В состав фракции „Единая Россия“» вошли 27 депутатов (61,36 %), включая самовыдвиженца Юрия Сорокина.

### Результаты по одномандатным округам и единому округу
| Результат по одномандатным округам | Результат по одномандатным округам | Результат по одномандатным округам | Результат по одномандатным округам | Результат по одномандатным округам | Результат по единому округу | Результат по единому округу | Результат по единому округу | Результат по единому округу | Результат по единому округу |
| № округа                           | Депутат                            | Партия                             | Число голосов                      | % голосов                          | ЕР                          | КПРФ                        | СР                          | ЛДПР                        | «Яблоко»                    |
| ---------------------------------- | ---------------------------------- | ---------------------------------- | ---------------------------------- | ---------------------------------- | --------------------------- | --------------------------- | --------------------------- | --------------------------- | --------------------------- |
| 1                                  | Фёдоров Алексей Николаевич         | КПРФ                               | 4603                               | 31,34 %                            | 25,28 %                     | 31,03 %                     | 15,45 %                     | 13,81 %                     | 12,25 %                     |
| 2                                  | Михайлов Дмитрий Юрьевич           | КПРФ                               | 4051                               | 29,69 %                            | 26,79 %                     | 31,26 %                     | 14,65 %                     | 14,30 %                     | 11,26 %                     |
| 3                                  | Севастьянов Алексей Анатольевич    | «Единая Россия»                    | 4793                               | 35,41 %                            | 30,04 %                     | 26,60 %                     | 15,45 %                     | 18,68 %                     | 7,15 %                      |
| 4                                  | Тиханов Анатолий Владимирович      | «Единая Россия»                    | 6301                               | 38,71 %                            | 32,33 %                     | 26,28 %                     | 14,51 %                     | 15,42 %                     | 9,45 %                      |
| 5                                  | Сорокин Юрий Юрьевич               | «Единая Россия»                    | 6288                               | 44,10 %                            | 26,74 %                     | 29,20 %                     | 17,27 %                     | 12,90 %                     | 12,03 %                     |
| 6                                  | Никифорова Лилия Анатольевна       | «Справедливая Россия»              | 5636                               | 36,08 %                            | 27,71 %                     | 26,64 %                     | 17,35 %                     | 15,46 %                     | 10,99 %                     |
| 7                                  | Мурылёв Аркадий Анатольевич        | КПРФ                               | 4721                               | 30,27 %                            | 31,09 %                     | 30,63 %                     | 17,73 %                     | 12,23 %                     | 5,71 %                      |
| 8                                  | Каракаев Борис Николаевич          | «Единая Россия»                    | 3659                               | 30,03 %                            | 32,23 %                     | 30,58 %                     | 17,19 %                     | 12,03 %                     | 5,34 %                      |
| 9                                  | Козловский Александр Николаевич    | «Единая Россия»                    | 4412                               | 33,01 %                            | 33,98 %                     | 29,82 %                     | 17,02 %                     | 11,81 %                     | 4,45 %                      |
| 10                                 | Яников Владимир Николаевич         | «Единая Россия»                    | 4952                               | 35,16 %                            | 36,62 %                     | 22,13 %                     | 13,80 %                     | 15,49 %                     | 10,29 %                     |
| 11                                 | Печникова Вера Николаевна          | «Единая Россия»                    | 6962                               | 48,15 %                            | 45,49 %                     | 22,03 %                     | 11,90 %                     | 13,75 %                     | 4,84 %                      |
| 12                                 | Михайлова Ульяна Александровна     | «Единая Россия»                    | 2943                               | 24,27 %                            | 35,21 %                     | 21,98 %                     | 17,45 %                     | 14,69 %                     | 8,90 %                      |
| 13                                 | Богачёва Ирина Михайловна          | «Единая Россия»                    | 4387                               | 38,41 %                            | 36,07 %                     | 26,39 %                     | 16,59 %                     | 14,64 %                     | 4,36 %                      |
| 14                                 | Антонов Виктор Васильевич          | «Единая Россия»                    | 7132                               | 53,82 %                            | 49,75 %                     | 19,41 %                     | 12,92 %                     | 13,25 %                     | 3,20 %                      |
| 15                                 | Бибикова Елена Васильевна          | «Единая Россия»                    | 8544                               | 56,44 %                            | 47,55 %                     | 20,99 %                     | 12,80 %                     | 14,11 %                     | 3,28 %                      |
| 16                                 | Полозов Борис Геннадьевич          | «Единая Россия»                    | 4825                               | 41,08 %                            | 35,50 %                     | 24,70 %                     | 17,49 %                     | 14,83 %                     | 5,15 %                      |
| 17                                 | Мурашкин Михаил Фёдорович          | «Единая Россия»                    | 5229                               | 41,19 %                            | 40,19 %                     | 23,72 %                     | 14,55 %                     | 13,85 %                     | 6,01 %                      |
| 18                                 | Фёдоров Алексей Владимирович       | «Единая Россия»                    | 6658                               | 44,10 %                            | 49,87 %                     | 21,26 %                     | 11,76 %                     | 12,82 %                     | 2,80 %                      |
| 19                                 | Котов Александр Алексеевич         | «Единая Россия»                    | 8078                               | 56,41 %                            | 51,22 %                     | 16,43 %                     | 13,40 %                     | 14,24 %                     | 3,08 %                      |
| 20                                 | Братчиков Александр Николаевич     | «Единая Россия»                    | 4894                               | 44,08 %                            | 42,07 %                     | 22,17 %                     | 13,17 %                     | 16,27 %                     | 4,64 %                      |
| 21                                 | Лебедев Александр Анатольевич      | «Единая Россия»                    | 6529                               | 48,00 %                            | 49,14 %                     | 16,37 %                     | 12,50 %                     | 13,90 %                     | 6,50 %                      |
| 22                                 | Василевский Валерий Михайлович     | «Единая Россия»                    | 6125                               | 53,55 %                            | 41,16 %                     | 23,64 %                     | 16,42 %                     | 13,70 %                     | 3,60 %                      |

#### Избраны по спискам
| Партия                | № | Список (№ в списке)   | ФИО депутата                     |
| --------------------- | - | --------------------- | -------------------------------- |
| «Единая Россия»       | 1 | Общий (5)             | Василевский Александр Викторович |
| «Единая Россия»       | 2 | Региональный № 4 (1)  | Васильев Алексей Николаевич      |
| «Единая Россия»       | 3 | Региональный № 11 (1) | Гавунас Михаил Савельевич        |
| «Единая Россия»       | 4 | Региональный № 14 (1) | Каленский Валентин Григорьевич   |
| «Единая Россия»       | 5 | Региональный № 15 (1) | Васильев Аркадий Владимирович    |
| «Единая Россия»       | 6 | Региональный № 17 (1) | Гизбрехт Александр Петрович      |
| «Единая Россия»       | 7 | Региональный № 18 (1) | Борисов Александр Александрович  |
| «Единая Россия»       | 8 | Региональный № 19 (2) | Лузин Ян Вячеславович            |
| «Единая Россия»       | 9 | Региональный № 21 (1) | Козлов Андрей Григорьевич        |
| КПРФ                  | 1 | Общий (1)             | Копосов Анатолий Петрович        |
| КПРФ                  | 2 | Общий (2)             | Рогов Александр Анатольевич      |
| КПРФ                  | 3 | Общий (4)             | Савицкий Игорь Николаевич        |
| КПРФ                  | 4 | Региональный № 1 (1)  | Бубнов Геннадий Николаевич       |
| КПРФ                  | 5 | Региональный № 2 (3)  | Мышинская Мария Александровна    |
| КПРФ                  | 6 | Региональный № 7 (2)  | Штылин Иван Викторович           |
| ЛДПР                  | 1 | Общий (2)             | Макарченко Сергей Викторович     |
| ЛДПР                  | 2 | Общий (3)             | Салопов Василий Владимирович     |
| ЛДПР                  | 3 | Общий (4)             | Минаков Антон Александрович      |
| «Справедливая Россия» | 1 | Общий (1)             | Брячак Олег Михайлович           |
| «Справедливая Россия» | 2 | Общий (3)             | Егоров Николай Васильевич        |
| «Справедливая Россия» | 3 | Общий (4)             | Тудакова Наталья Викторовна      |
| Яблоко                | 1 | Общий (1)             | Шлосберг Лев Маркович            |

На первой сессии Псковского областного Собрания депутатов пятого созыва 15 декабря 2011 года был избран председатель — Александр Котов и его заместители, утверждена структура, сформированы комитеты, избрано их руководство.